# Brucknerallee 98 (Mönchengladbach)

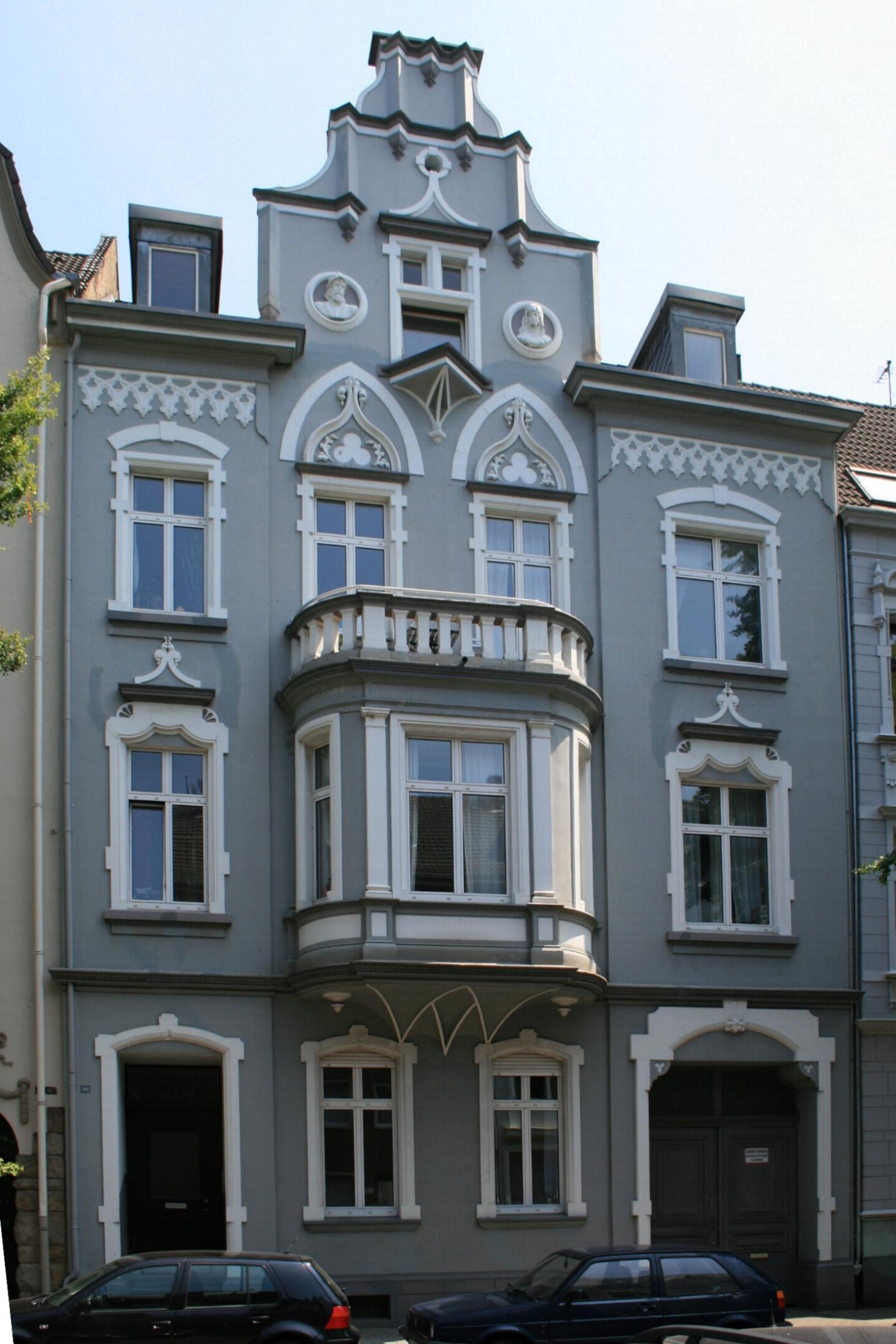
Wohnhaus (2010)

Das Wohnhaus Brucknerallee 184 steht im Stadtteil Rheydt in Mönchengladbach (Nordrhein-Westfalen).
Das Gebäude wurde 1899 erbaut. Es ist unter Nr. B 066 am 29. August 1988 in die Denkmalliste der Stadt Mönchengladbach eingetragen worden.

## Architektur
Das dreigeschossige, um die Jahrhundertwende errichtete Mietwohnhaus mit ausgebautem Dach und gotisierender Stuckfassade zeigt vier Achsen in drei glatt verputzten Geschossen. Die hochrechteckigen Fenster sind scheitrecht überdacht und akzentuiert durch reiche Einfassungen, die im Detail unterschiedlich ausgestattet sind. Über dem die Traufe verdeckenden Abschlussgesims wird die Dachfläche jeweils von einer unproportionierten Gaube durchbrochen.